# Paško Sisgoreo
Paško Sisgoreo, nekadašnji igrač Hajduka s ukupno 48 nastupa, bez zadanih zgoditaka. Za Hajduk nastupa od njegovog osnivanja a igrao je i za momčad B u prvoj Hajdukovoj trening utakmici. 47 nastupa imao je na prijateljskim utakmicama 10-tih godina 20 stoljeća a prva i posljednja u službenom nastupu bila je 1920. u Splitskom podsavezu protiv Juga, koju je Hajduk izgubio 18. travnja s 0:1 i to kod kuće na Starom placu.
U utakmici protiv Juga nastupili su još M. Rodin na branki, Dujmović, Šuste, Righi, Salvi, J. Rodin, Mihaljević, Radić, Pilić i Hochmann.